# Marcus Cassel
Marcus Ray Cassel (* 6. Januar 1983 in Long Beach, Kalifornien; † 17. November 2006 in Santa Monica, Kalifornien) war ein US-amerikanischer Profi-Footballspieler.
Der Afroamerikaner ging in Bellflower bei Los Angeles auf die St. John Bosco High School. In den Jahren 2002 bis 2005 war er als Cornerback Footballspieler bei den UCLA Bruins. In seinem Senior-Jahr erreichte er als Starter in 12 Spielen ein Ergebnis von 10:2 für seine Mannschaft. Er studierte an der University of California (UCLA) und erlangte einen Abschluss im Fach Psychologie. 
Als Free Agent unterschrieb er im Mai 2006 einen Vertrag für die Carolina Panthers, blieb aber wegen einer Kniesehnenverletzung auf der Reservebank. Am 17. November 2006 starb er 23-jährig in Santa Monica an den Verletzungen, die er bei einem Autounfall erlitten hatte.